# Ulica Samborska w Warszawie
Ulica Samborska – ulica na warszawskim Nowym Mieście. Prawdopodobnie najkrótsza ulica w Polsce.

## Opis

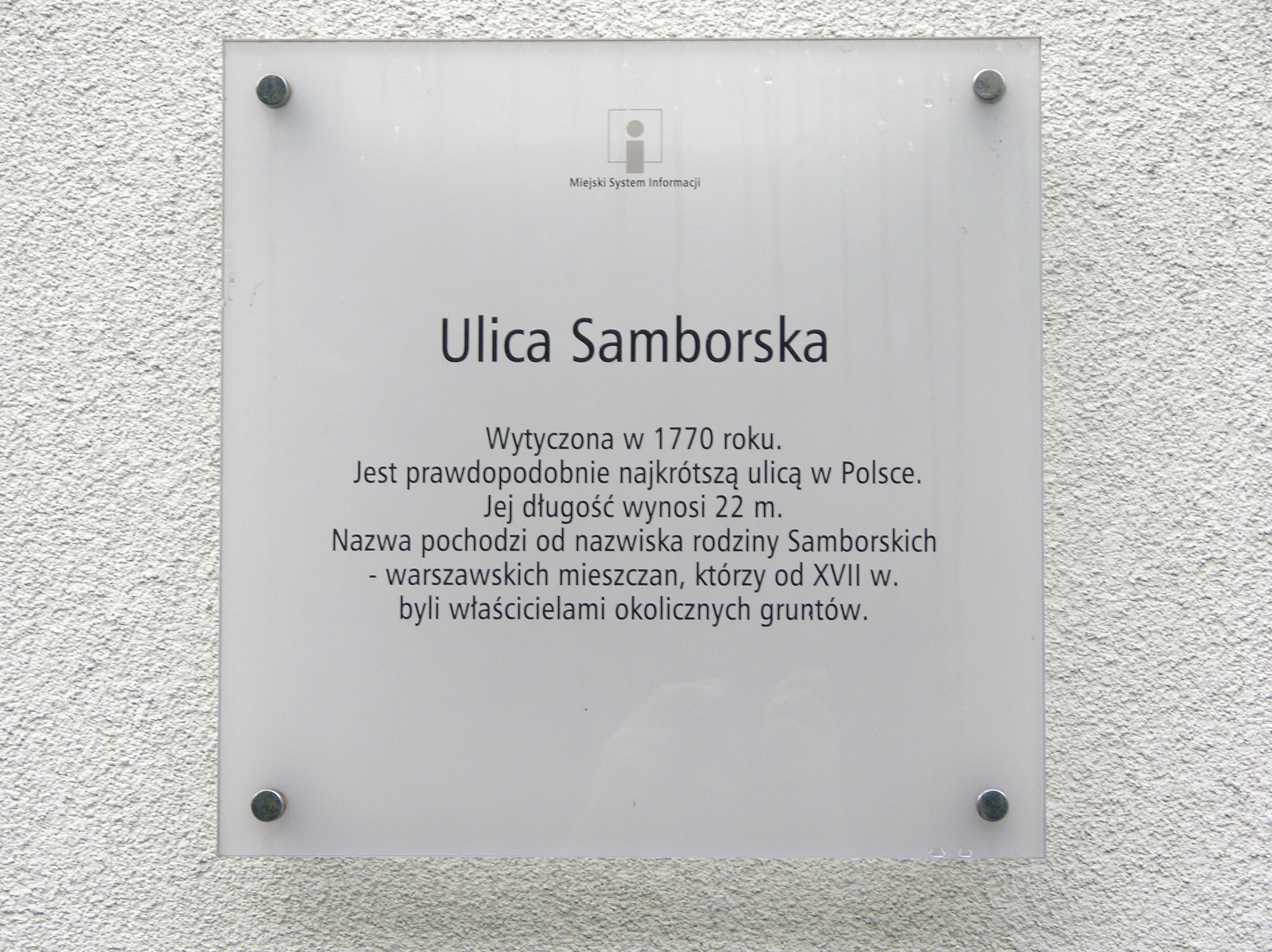
Tablica MSI przy ul. Samborskiej

Samborska odchodzi w kierunku wschodnim od ul. Przyrynek. Została wytyczona w 1770 lub 1771 roku. Jej nazwa pochodzi od nazwiska Samborskich, właścicieli okolicznych gruntów, mieszczan warszawskich. 
Ma długość 22 metrów. Do uliczki nie jest przypisany żaden budynek.
Przez wiele lat była praktycznie niewidoczna, zarośnięta i zamknięta bramą. W 2010 roku została wyremontowana i otwarta dla przechodniów.

## Inne informacje
Ulica Samborska istniała również na Mokotowie, jednak ponieważ nazwa ta dublowała się z ulicą na Nowym Mieście po przyłączeniu gminy Mokotów do Warszawy w 1916 roku zmieniono ją na Melsztyńską.